# 오스만 제국의 군주
오스만 제국 군주는 오스만 제국의 군주로 오스만 가문 출신이다. 1299년을 공식적인 제국 성립일로 보고 1922년 튀르키예 공화국의 성립까지가 오스만 제국의 군주가 다스린 기간으로 본다.
오스만의 군주는 무라트 1세 이후 술탄(سلطان)의 직위를 얻어 술탄으로 표기하기도 하며 나중에는 칼리파와 파디샤도 겸직했다. 18세기~19세기 제국주의 시대에는 황제로 불렀다.

## 역대 군주
| 대수               | 초상화                    | 이름                | 생몰년도           | 재위 시작                | 재위 종료                | 관계                  |
| ------------------ | ------------------------- | ------------------- | ------------------ | ------------------------ | ------------------------ | --------------------- |
| 제1대              |                           | 오스만 1세 (베이)   | 1258년 ~ 1326년    | 1299년 1월 17일          | 1326년 7월 29일          | 에르투룰의 아들       |
| 제2대              |                           | 오르한 가지 (베이)  | 1281년 ~ 1362년    | 1326년 7월 29일          | 1362년                   | 오스만 1세의 아들     |
| 제3대              |                           | 무라트 1세          | 1326년 ~ 1389년    | 1362년 (베이 제위)       | 1389년 6월 28일          | 오르한 가지의 아들    |
| 제3대              | 1383년 (술탄 재위)        | 무라트 1세          | 1326년 ~ 1389년    |                          | 1389년 6월 28일          | 오르한 가지의 아들    |
| 제4대              |                           | 바예지드 1세        | 1354년 ~ 1403년    | 1389년 6월 28일          | 1402년 7월 20일          | 무라트 1세의 아들     |
| 오스만 재위 공백기 | 오스만 재위 공백기        | 오스만 재위 공백기  | 오스만 재위 공백기 | 1402년                   | 1413년                   |                       |
| 제5대              |                           | 메흐메트 1세        | 1389년 ~ 1421년    | 1413년 7월 10일          | 1421년 5월 26일          | 바예지드 1세의 아들   |
| 제6대              |                           | 무라트 2세          | 1404년 ~ 1451년    | 1421년 5월 26일          | 1444년 8월 (귈위함)      | 메흐메트 1세의 아들   |
| 제6대              | 1446년 9월                | 무라트 2세          | 1404년 ~ 1451년    | 1451년 2월 3일           |                          | 메흐메트 1세의 아들   |
| 제7대              |                           | 메흐메트 2세 정복자 | 1432년 ~ 1481년    | 1444년 8월               | 1446년 9월               | 무라트 2세의 아들     |
| 제7대              | 1451년 2월 3일            | 메흐메트 2세 정복자 | 1432년 ~ 1481년    | 1481년 5월 3일           |                          | 무라트 2세의 아들     |
| 제8대              |                           | 바예지드 2세        | 1447년 ~ 1512년    | 1481년 5월 20일          | 1512년 4월 25일 (귈위함) | 메흐메트 2세의 아들   |
| 제9대              |                           | 셀림 1세 냉혈한     | 1465년 ~ 1520년    | 1512년 4월 25일          | 1520년 9월 22일          | 바예지드 2세의 아들   |
| 제9대              | 1517년 (칼리파 겸임 재위) | 셀림 1세 냉혈한     | 1465년 ~ 1520년    |                          | 1520년 9월 22일          | 바예지드 2세의 아들   |
| 제10대             |                           | 쉴레이만 1세 대제   | 1494년 ~ 1566년    | 1520년 9월 22일          | 1566년 9월 6일           | 셀림 1세의 아들       |
| 제11대             |                           | 셀림 2세            | 1524년 ~ 1574년    | 1566년 9월 6일           | 1574년 12월 12일         | 쉴레이만 1세의 아들   |
| 제12대             |                           | 무라트 3세          | 1546년 ~ 1595년    | 1574년 12월 12일         | 1595년 1월 15일          | 셀림 2세의 아들       |
| 제13대             |                           | 메흐메트 3세        | 1566년 ~ 1603년    | 1595년 1월 15일          | 1603년 12월 22일         | 무라트 3세의 아들     |
| 제14대             |                           | 아흐메트 1세        | 1590년 ~ 1617년    | 1603년 12월 22일         | 1617년 11월 22일         | 메흐메트 3세의 아들   |
| 제15대             |                           | 무스타파 1세        | 1592년 ~ 1639년    | 1617년 11월 22일         | 1618년 2월 26일 (퇴위됨) | 메흐메트 3세의 아들   |
| 제15대             | 1622년 5월 20일           | 무스타파 1세        | 1592년 ~ 1639년    | 1623년 9월 10일 (퇴위됨) |                          | 메흐메트 3세의 아들   |
| 제16대             |                           | 오스만 2세          | 1604년 ~ 1622년    | 1618년 2월 26일          | 1622년 5월 20일          | 아흐메트 1세의 아들   |
| 제17대             |                           | 무라트 4세          | 1612년 ~ 1640년    | 1623년 9월 10일          | 1640년 2월 9일           | 아흐메트 1세의 아들   |
| 제18대             |                           | 이브라힘 1세        | 1615년 ~ 1648년    | 1640년 2월 9일           | 1648년 8월 8일 (퇴위됨)  | 아흐메트 1세의 아들   |
| 제19대             |                           | 메흐메트 4세        | 1642년 ~ 1693년    | 1648년 8월 8일           | 1687년 11월 8일 (퇴위됨) | 이브라힘 1세의 아들   |
| 제20대             |                           | 쉴레이만 2세        | 1642년 ~ 1691년    | 1687년 11월 8일          | 1691년 6월 23일          | 이브라힘 1세의 아들   |
| 제21대             |                           | 아흐메트 2세        | 1643년 ~ 1695년    | 1691년 6월 23일          | 1695년 2월 6일           | 이브라힘 1세의 아들   |
| 제22대             |                           | 무스타파 2세        | 1664년 ~ 1703년    | 1695년 2월 6일           | 1703년 8월 22일 (귈위함) | 메흐메트 4세의 아들   |
| 제23대             |                           | 아흐메트 3세        | 1673년 ~ 1736년    | 1703년 8월 22일          | 1730년 10월 1일 (귈위함) | 메흐메트 4세의 아들   |
| 제24대             |                           | 마흐무트 1세        | 1696년 ~ 1754년    | 1730년 10월 2일          | 1754년 12월 13일         | 무스타파 2세의 아들   |
| 제25대             |                           | 오스만 3세          | 1699년 ~ 1757년    | 1754년 12월 14일         | 1757년 10월 30일         | 무스타파 2세의 아들   |
| 제26대             |                           | 무스타파 3세        | 1717년 ~ 1774년    | 1757년 10월 30일         | 1774년 1월 21일          | 아흐메트 3세의 아들   |
| 제27대             |                           | 압뒬하미트 1세      | 1725년 ~ 1789년    | 1774년 1월 21일          | 1789년 4월 7일           | 아흐메트 3세의 아들   |
| 제28대             |                           | 셀림 3세            | 1761년 ~ 1808년    | 1789년 4월 7일           | 1807년 5월 29일 (퇴위됨) | 무스타파 3세의 아들   |
| 제29대             |                           | 무스타파 4세        | 1779년 ~ 1808년    | 1807년 5월 29일          | 1808년 7월 28일 (퇴위됨) | 압뒬하미트 1세의 아들 |
| 제30대             |                           | 마흐무트 2세        | 1785년 ~ 1839년    | 1808년 7월 28일          | 1839년 7월 1일           | 압뒬하미트 1세의 아들 |
| 제31대             |                           | 압뒬메지트 1세      | 1823년 ~ 1861년    | 1839년 7월 1일           | 1861년 6월 25일          | 마흐무트 2세의 아들   |
| 제32대             |                           | 압뒬라지즈          | 1830년 ~ 1876년    | 1861년 6월 25일          | 1876년 5월 30일 (퇴위됨) | 마흐무트 2세의 아들   |
| 제33대             |                           | 무라트 5세          | 1840년 ~ 1904년    | 1876년 5월 30일          | 1876년 8월 31일 (퇴위됨) | 압뒬메지트 1세의 아들 |
| 제34대             |                           | 압뒬하미트 2세      | 1842년 ~ 1918년    | 1876년 8월 31일          | 1909년 4월 27일 (퇴위됨) | 압뒬메지트 1세의 아들 |
| 제35대             |                           | 메흐메트 5세        | 1844년 ~ 1918년    | 1909년 4월 27일          | 1918년 7월 3일           | 압뒬메지트 1세의 아들 |
| 제36대             |                           | 메흐메트 6세        | 1861년 ~ 1926년    | 1918년 7월 3일           | 1922년 11월 1일 (퇴위됨) | 압뒬메지트 1세의 아들 |

## 가계도

### 오스만 1세 ~ 무라트 2세
```
제1대 
오스만 1세
 ─ 제2대 
오르한 1세
 ─ 제3대 
무라트 1세
 ─ 제4대 
바예지드 1세
 ─ 제5대 
메흐메트 1세
 ─ 제6대 
무라트 2세
```

### 무라트 2세 ~ 셀림 2세
```
제6대 
무라트 2세
 ─ 제7대 
메흐메트 2세
 ─ 제8대 
바예지드 2세
 ─ 제9대 
셀림 1세
 ─ 제10대 
쉴레이만 1세
 ─ 제11대 
셀림 2세
```

### 셀림 2세 ~ 이브라힘 1세
```
제11대 
셀림 2세
 ─ 제12대 
무라트 3세
 ─ 제13대 
메흐메트 3세
 ┬ 제14대 
아흐메트 1세
 ┬ 제16대 
오스만 2세

                                                            │                     │
                                                            └ 제15대 
무스타파 1세
 ├ 제17대 
무라트 4세

                                                                                   │
                                                                                   └ 제18대 
이브라힘 1세
```

### 이브라힘 1세 ~ 마흐무트 2세
```
제18대 
이브라힘 1세
 ┬ 제19대 
메흐메트 4세
 ┬ 제22대 
무스타파 2세
 ┬ 제24대 
마흐무트 1세

                    │                     │                     │
                    ├ 제20대 
쉴레이만 2세
 │                     └ 제25대 
오스만 3세

                    │                     │
                    └ 제21대 
아흐메트 2세
 └ 제23대 
아흐메트 3세
 ┬ 제26대 
무스타파 3세
 ─ 제28대 
셀림 3세

                                                                  │
                                                                  └ 제27대 
압뒬하미트 1세
 ┬ 제29대 
무스타파 4세

                                                                                           │
                                                                                           └ 제30대 
마흐무트 2세
```

### 마흐무트 2세 ~ 압뒬메지트 2세
```
제30대 
마흐무트 2세
 ┬ 제31대 
압뒬메지트 1세
 ┬ 제33대 
무라트 5세

                    │                       │
                    │                       ├ 제34대 
압뒬하미트 2세

                    │                       │
                    │                       ├ 제35대 
메흐메트 5세

                    │                       │
                    │                       └ 제36대 
메흐메트 6세

                    │
                    └ 제32대 
압뒬라지즈
 ─ (칼리프) 
압뒬메지트 2세
```